# Star (TV-film)
Star är en amerikansk TV-film från 1993 i regi av Michael Miller. Filmen är baserad på Danielle Steels roman med samma namn. 

## Handling
Filmen handlar om sångerskan Crystal som vid 16 års ålder förälskar sig i Spencer som kämpat i Vietnamkriget. De möts på hennes systers bröllop 1969 men ödet verkar inte vilja att de ska få varandra. Crystals dröm om en sångkarriär går bättre, men något fattas henne ändå alltid.

## Rollista i urval
- Jennie Garth - Crystal Wyatt
- Craig Bierko - Spencer Hill
- Terry Farrell - Elizabeth
- Penny Fuller - Olivia Wyatt
- Mitch Ryan - Harrison Barclay
- Jim Haynie - Tad Wyatt
- Roxanne Reese - Pearl
- Albert Hall - Larry
- John McCann - William Hill
- Melendy Britt - Priscilla Barclay
- Jane Daly - Frances Hill
- Ted Wass - Ernie
- Bibi Osterwald - tant Pamela

## Musik i filmen i urval
- Greensleeves trad.
- Follow me, text och musik John Denver